# Resclosa de desguàs

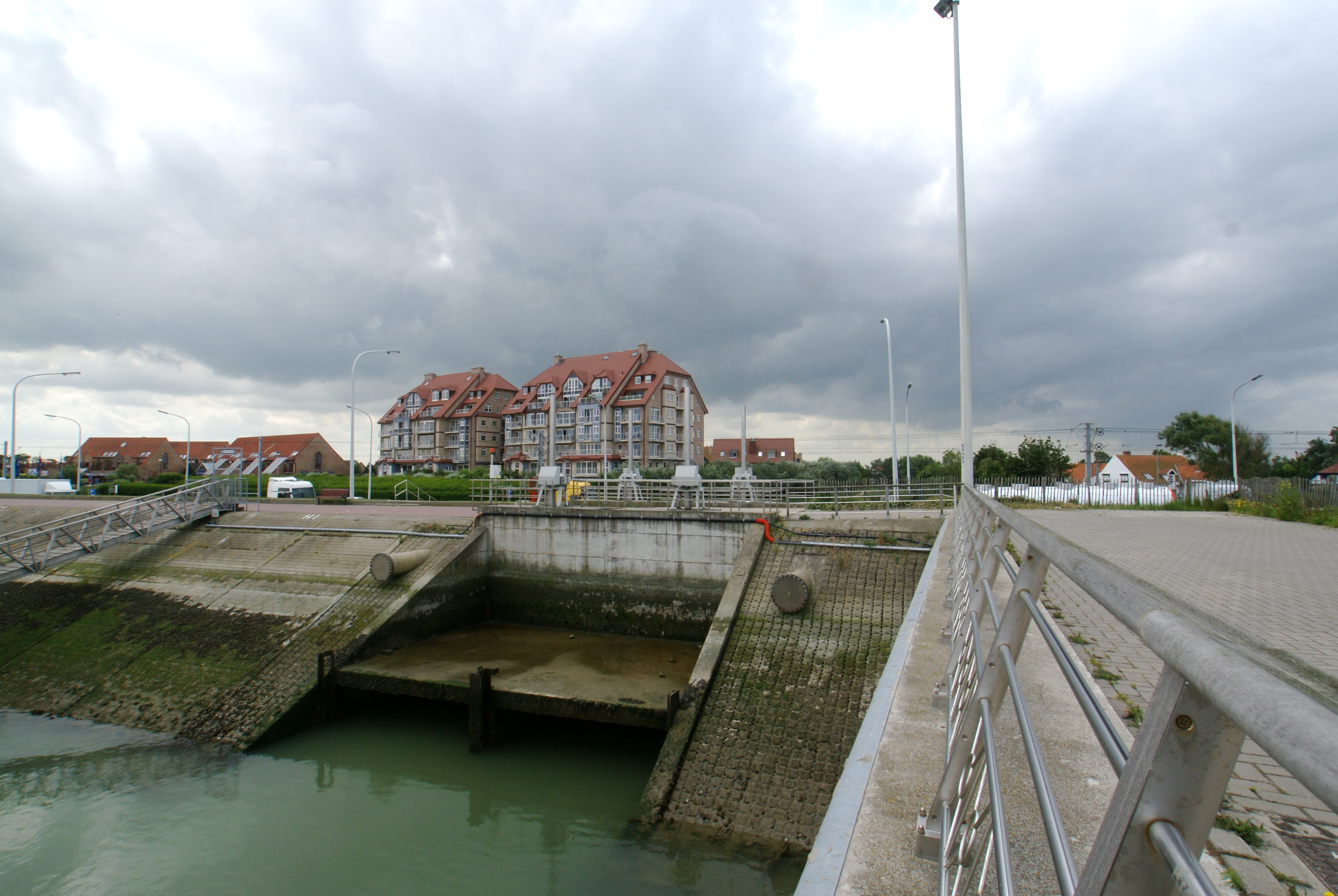
Resclosa del canal de Blankenberge a la conca de desguàs de Blankenberge a baixamar.

Una resclosa de desguàs és una obra d'enginyeria hidràulica que serveix per regular el nivell d'un curs d'aigua i del terra a les seves ribes. També poden servir de vàlvula per controlar la direcció del corrent entre dos cursos dels quals el nivell canvia amb la marea.
Una resclosa de desguàs pot prendre diverses formes, de les més senzilles amb portes simples o bigues de fusta que es posen o treuen d'un entallament a dues parets de pedra segons les necessitats, fins a portes automàtiques o vàlvules hidràuliques, a cel obert o a un tub sota un dic.
Les rescloses de desguàs tenen un paper important als pòlders que es troben sotal el nivell de la plenamar. A l'interior d'un país serveixen per regular el nivell d'un riu a dèbit irregular o d'un llac i protegir contra les inundacions. Són diferents de les preses i assuts que són instal·lacions fixes. Fins que van desenvolupar-se el mètodes de dragatge més moderns, certs ports de marea solien tenir una llarga dàrsena de dipòsit que es tancava quan era omplerta al màximum a plenamar. S'esperava aleshores el punt més baix de la marea, per a obrir-la i esbandir la sorra sedimentada al canal de navegació amb la força de l'aigua i mantenir així el calat sense treball manual.
Després de les aiguades de 1953 i 1962 es van tancar moltes petites rescloses que desguassaven directament al Mar del Nord als Països Baixo i a Alemanya, perquè cada resclosa sempre formava un punt feble a marea viva. Es van reunir tots els rius i canals mitjançant un canal col·lector (com per exemple el Leyhörner Sieltief a Greetsiel) que des d'aleshores vessa al mar per una gran resclosa antimarejada. Moltes antigues rescloses només subsisteixen en la toponímia o com a monument històric.

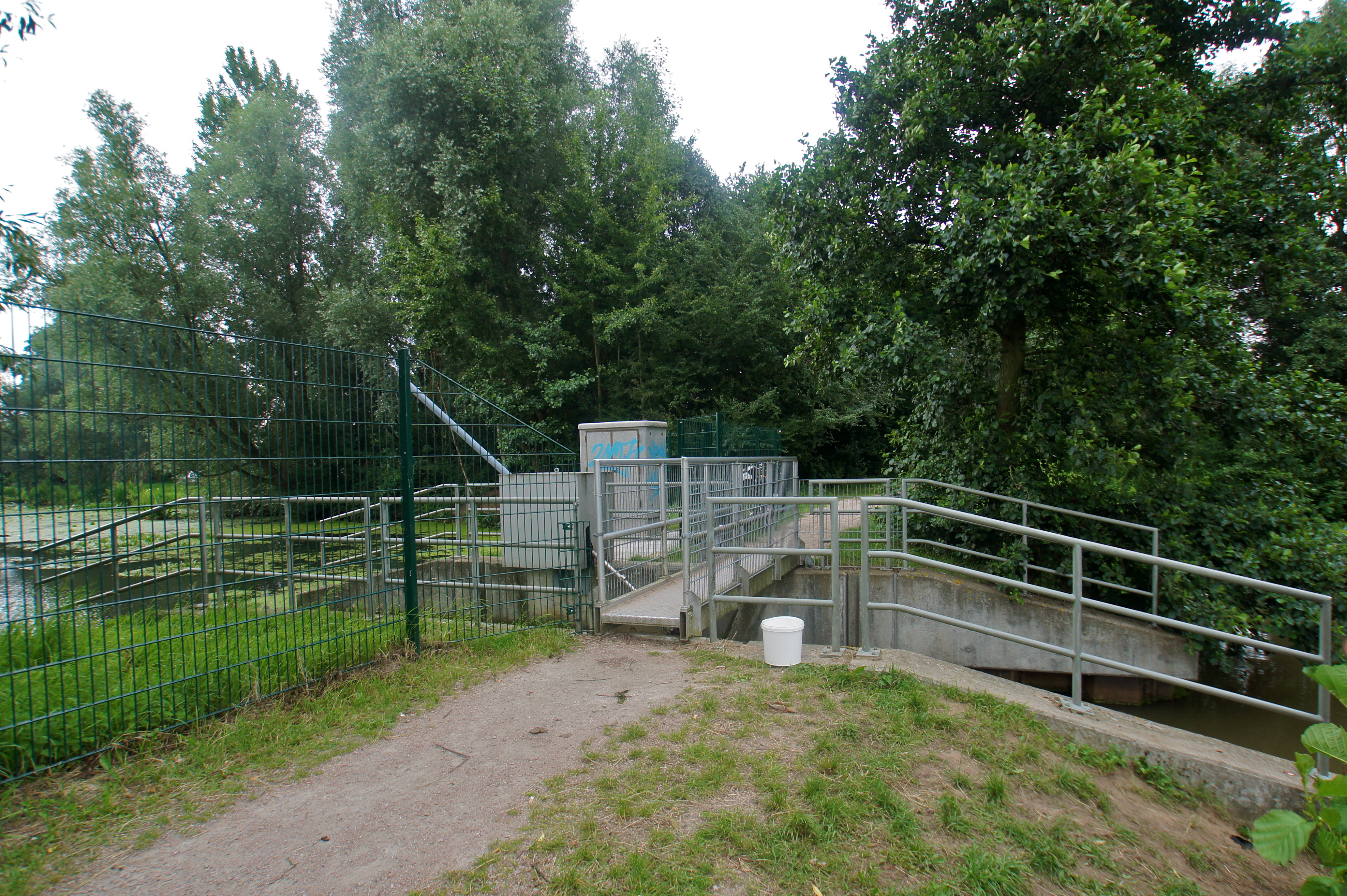
Resclosa de desguàs al Wilhelmsburger Dove Elbe.

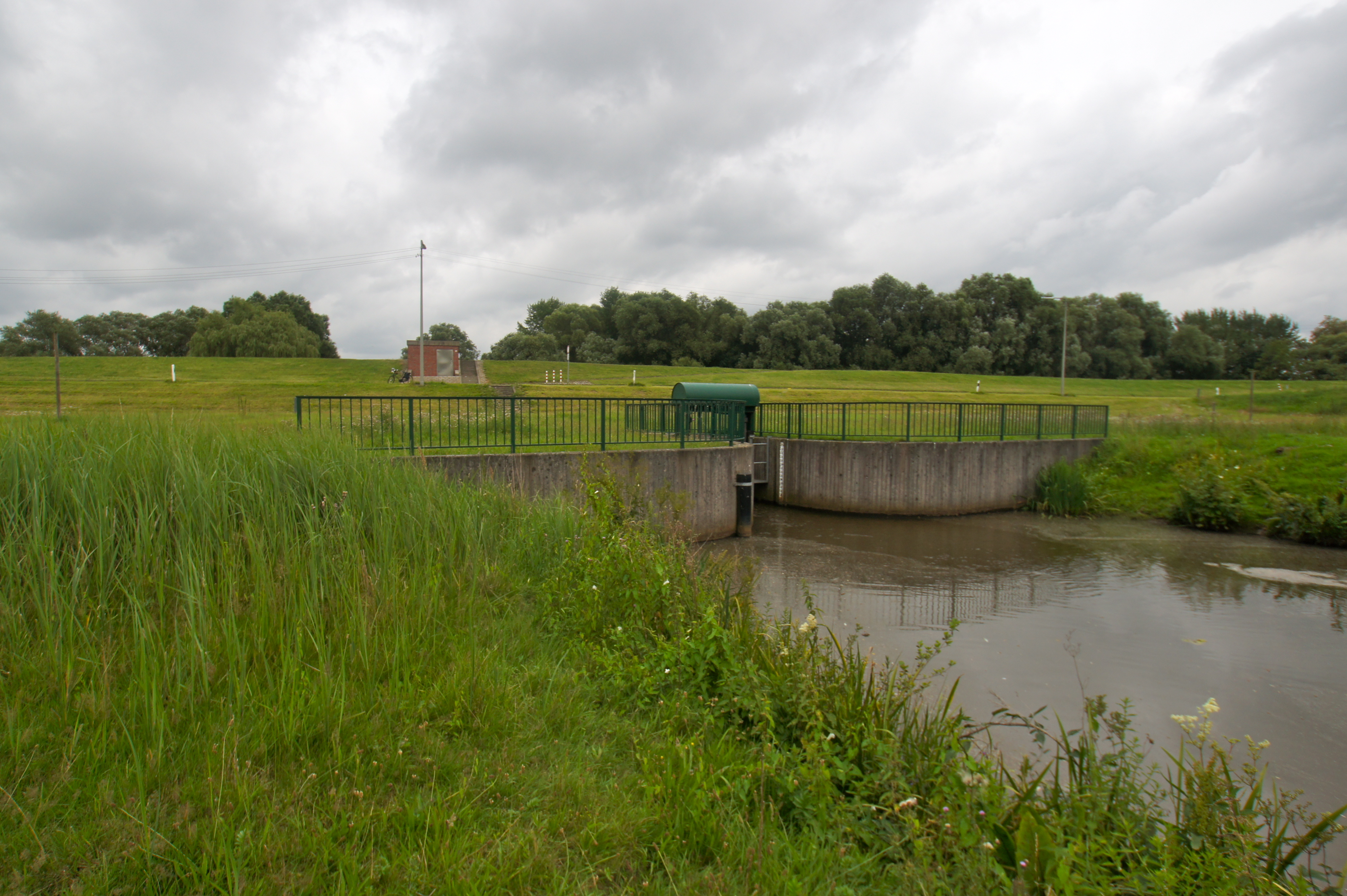
Resclosa de desguàs entre el Georgswerder Schleusengraben i l'Elba a Wilhelmsburg que passa sota el dic principal.

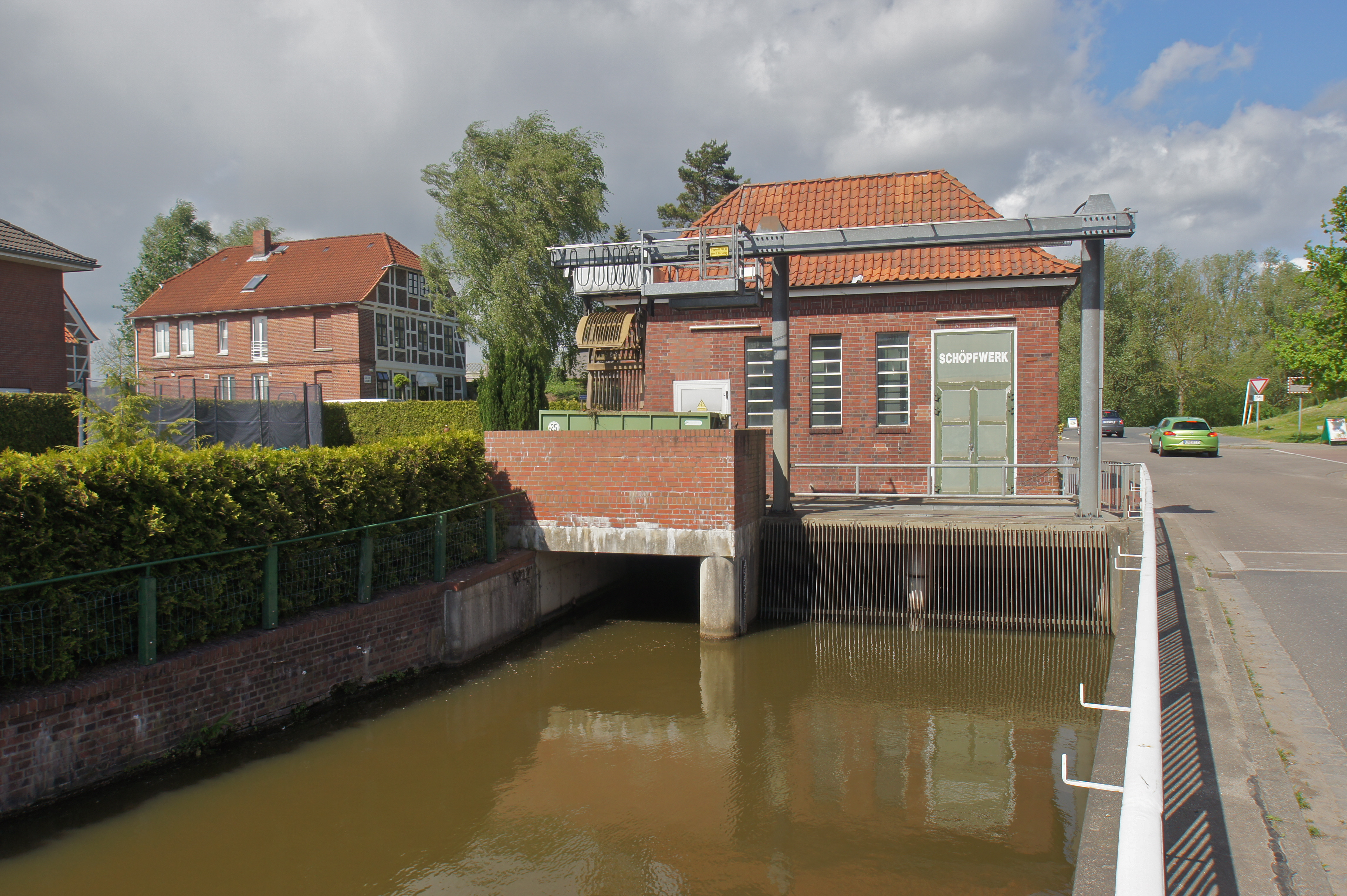
Resclosa al Zester a Borstel (Jork)

## Rescloses en la toponímia
El seu paper important a l'economia hidràulica a les regions més humides a la vora del mar del Nord, es reflecteix en els nombrosos topònims que contenen els mots neerlandesos Zijl o Spui o el mot baix alemany, Siel i frisó syl.
Alemanya
- Frísia oriental: Horumersiel, Hooksiel, Dornumersiel, Neßmersiel, Bensersiel, Harlesiel, Neuharlingersiel, Greetsiel, Carolinensiel, Mariensiel, Wapelersiel i Rüstersiel
- Al Weser exterior: Golzwardersiel i Fedderwardersiel
- A Frísia Septentrional: Katingsiel, Schlüttsiel i Bongsiel
- A l'illa Pellworm: Tammensiel

Països Baixos
| - Aduarderzijl - Aduarderzijl - Blokzijl - Delfzijl - Dokkumer Nieuwe Zijlen - Exmorrazijl - Ezumazijl - Hiddingezijl - Harkezijl - Kiesterzijl - Houwerzijl - Kollumeroudzijl |  | - Kommerzijl - Lauwerzijl - Munnekezijl - Nieuwebildtzijl - Nieuwe Statenzijl - Niezijl - Nijezijl - Noordpolderzijl - Oldenzijl, mun. d'Eemsmond - Oldenzijl, mun. de Winsum - Ossenzijl - Oudebildtzijl |  | - Oude Statenzijl - Oudezijl - Piekezijl - Pieterzijl - Ritsumazijl - Roptazijl - Schaphalsterzijl - Schoterzijl - Schouwerzijl - Tacozijl - Termunterzijl - Zijldijk |  |